# 万州事件
万州事件，2004年10月18日发生于重庆市万州区，因搬运工余继奎肩上的扁担碰到在他后面行走的曾庆容，引发后者恶意打骂。曾庆容丈夫胡权宗不仅夺过扁担朝余继奎的脚连续击打，而且自称是公务员，扬言出事可以花钱摆平。该言行引起围观群众公愤，致使交通堵塞，并有冲击政府的行为。

## 事件经过
2004年10月18日下午1时在太白路中段，搬运工（俗称棒棒）余继奎肩上的扁担碰到后面的曾庆容。随后曾庆容打了余继奎一耳光，曾庆容的丈夫胡权宗夺过扁担，朝余继奎的脚连续击打。胡权宗自称是公务员，出事花钱可以摆平，扬言不怕告状，“老子10万元钱就可以把你的命除脱”。不久, 当地警方接报到场，警员问了“局长”夫妇几句话后， 就强行驱散周围的民众，并将两人送上警车。警方的做法令围观引起群众公愤，大批民众聚集在太白路， 堵塞交通，要求政府对此“官官相护”事件做出回应。到傍晚时分, 聚集的民众近10万人。
10月18日晚，万州发生了群众焚烧警车、毁坏公共财物以及抢夺物品的情形。
事后，官方称胡权宗的真实身份是昊盛房地产水果批发市场临时工。
10月21日下午，万州区委、区政府组织召开全区领导干部大会，会议通报了“10·18”群体性事件的发生及处置情况。通告中称“10·18”突发性群体事件大致可以分为两个阶段。第一阶段：时间从10月18日下午1时左右到当日下午5时左右，为普通街头治安纠纷。第二阶段：时间从10月18日下午6时左右到19日凌晨3时30分左右。这一阶段为极少数人蓄意制造并利用第一阶段的治安纠纷事件，造谣、煽动，挑起事端扩大事态而逐步形成的群体性事件。

## 原因分析
新浪网称，事情发生的原因为万州地处三峡库区，这里的许多居民是三峡移民，移民的日常生活十分困难。万州又是一个交通、工业和旅游业都不发达的地方。而1999年国家对三峡库区实行“两个调整”，关闭了大量的工业企业，导致了本来基础就落后的三峡库区工业基础更加薄弱，形成产业空心化。
而田晓明认为是当地民众对政府官员积累怨气所致。